# Alforria

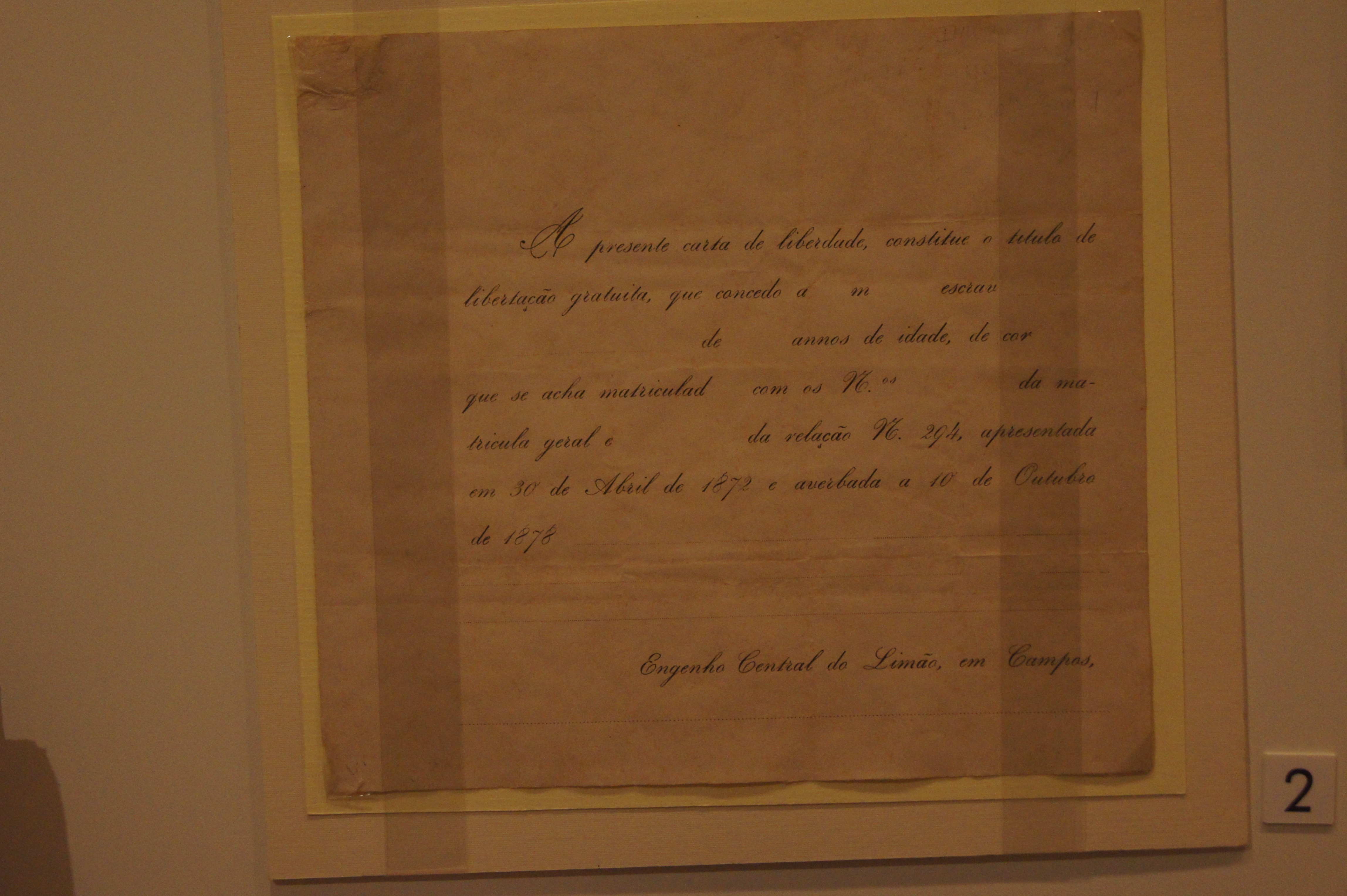
Carta de alforria em exposição no Museu Histórico Nacional

Alforria (do árabe الحرية, al-ḥurrííâ) ou manumissão é o ato pelo qual um proprietário de escravos liberta os seus próprios escravos. Esta libertação assume diferentes formas consoante o tempo e o local da sociedade escravagista. A primeira palavra para "liberdade" vem do sumério Ama-gi, que corresponde à alforria da escravidão por dívida. No Brasil, alforriava-se como em nenhum outro lugar. A alforria se torna, portanto, um problema à historiografia brasileira, pois um escravo alforriado, fujão ou morto é igualmente para o sistema um escravo a menos.

## Etimologia
Do árabe الحرية al-ḥurrííâ, que significa "afastamento de falhas, escravidão, ou maldade; estado de homem livre, não escravo; liberdade". 
A palavra "alforria" tem origem no árabe al-furriâ, que significa "liberdade". "Manumissão" provém do termo latino manumissione.

## Carta de alforria
A carta de alforria era um documento através do qual o proprietário de um escravo rescindia dos seus direitos de propriedade sobre o mesmo. O escravo liberto por esse dispositivo era habitualmente chamado de negro forro.
- Segue abaixo a transcrição de uma carta de alforria (mantida a ortografia original):

| [fol.77] Digo eu Manoel de Souza Magalhães que entre os bens livres e desembargados de que sou legítimo senhor e possuidor, é uma escrava mestiça de nome Joanna filha de minha escrava Helena criola, que agoconta alias tem de idade treze annos, a qual escrava Joanna, deve acompanhar-me atte o dia em que eu a cazar ou fallecer, e sendo que a mesma descre [?] e tenha filhos, tanto ella como seus filhos gozarão da mesma liberdade, cuja liberdade é do dia de minha morte por diante como si de ventre livre nascesse; e não [fol.78] não poderão meus herdeiros prezentes e esta liberda de que a faço de minha livre vontade sem constrangimento algum, e sim pelo muito amor que lhe tenho pela ter creado como filha, e alem disso me ter servido completamente; e havendo duvida sobre o ponderado recebo a dita escrava em minha terça pela quantia de cento e vinte mil reis, e declaro que presentemente o posso fazer por possuir bens aundantes que bem chegão para esta liberdade: e para título mandei passar a presente que pedi ao Senhor Jose Thomaz de Aquino [...] |

## O sentido de liberdade
A noção de liberdade se confundia com a ideia de dispor de si. O direito de propriedade do senhor em relação ao seu escravo passava para este - processo que culmina em uma maior autonomia do cativo. Todavia, devido ao estatuto jurídico de reescravização, que perdurara até 1871, o escravo poderia ter sua liberdade revogada. O domínio do senhor, antes real, tornava-se virtual. 
Essa cultura da manumissão demarca a inferioridade intrínseca do negro, até quando liberto. A liberdade concedida pela manumissão, devido seu caráter movediço - mesmo que raríssimas fossem as revogações das promessas de alforria -, estabelece novos mecanismos de produção de patronagem. Reiterando, assim, o status quo escravista.

## Alforria e leniência

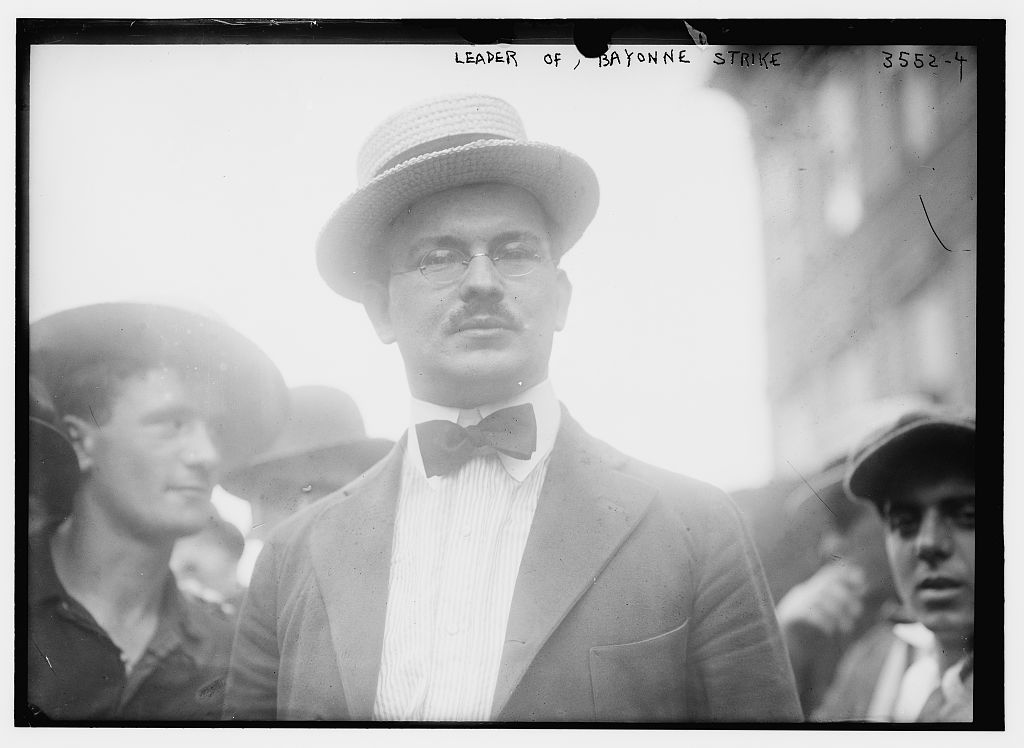
Frank Tannenbaum

O historiador Frank Tannenbaum fez uma associação entre o alto grau de alforrias no Brasil com uma subsequente leniência (suavidade) desta sociedade escravista em relação à sociedade dos Estados Unidos. O debate suscitado pelo historiador austro-americano, o qual efetua um juízo valorativo sobre os modelos escravistas, fraqueja desde sua origem. 
Como afirma o historiador Moses Finley, uma sociedade escravista é aquela na qual o escravo possui a função sociológica de produção de diferença entre os livres. Não é suficiente a uma sociedade que ela possua escravos para ser considerada escravista. O modelo escravista está intrinsecamente associado a uma estrutura hierárquica, a qual é afirmada pela constante reiteração de poder. O escravo é, portanto, um signo de distinção social.

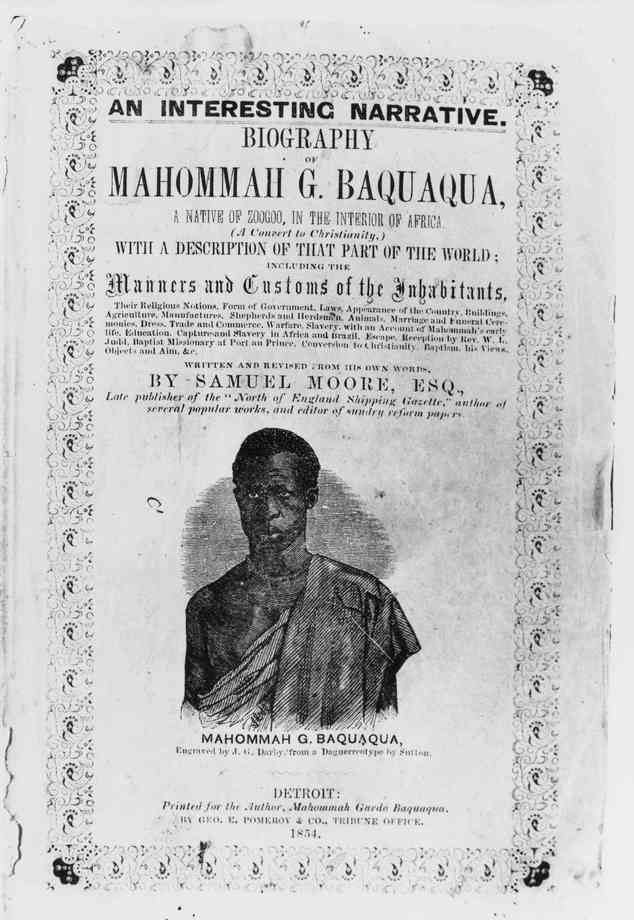
A biografia de Mahommah G. Baquaqua

Assim, a consideração de uma sociedade escravista como leniente ou cruel desloca o debate em torno dos próprios fundamentos desse modelo societário. Entre escravo e liberto, há incontáveis dissimilitudes. O depoimento de Mahommah Gardo Baquaqua exemplifica isso:
"Depois de algumas semanas, ele me despachou de navio para o Rio de Janeiro, onde permaneci duas semanas até ser vendido novamente. Havia lá um homem de cor que queria me comprar mas, por uma ou outra razão, não fechou o negócio. Menciono esse fato apenas para ilustrar que a posse de escravos se origina no poder, e qualquer um que dispõe dos meios para comprar seu semelhante com o vil metal pode se tornar um senhor de escravos, não importa qual seja sua cor, seu credo, ou sua nacionalidade; e que o homem negro escravizaria seu semelhante tão prontamente quanto o homem branco, tivesse ele o poder."
A tese de Tannenbaum elide, consequentemente, a função da alforria como um elemento fundamental da reprodução do status quo.

## Caminhos da alforria

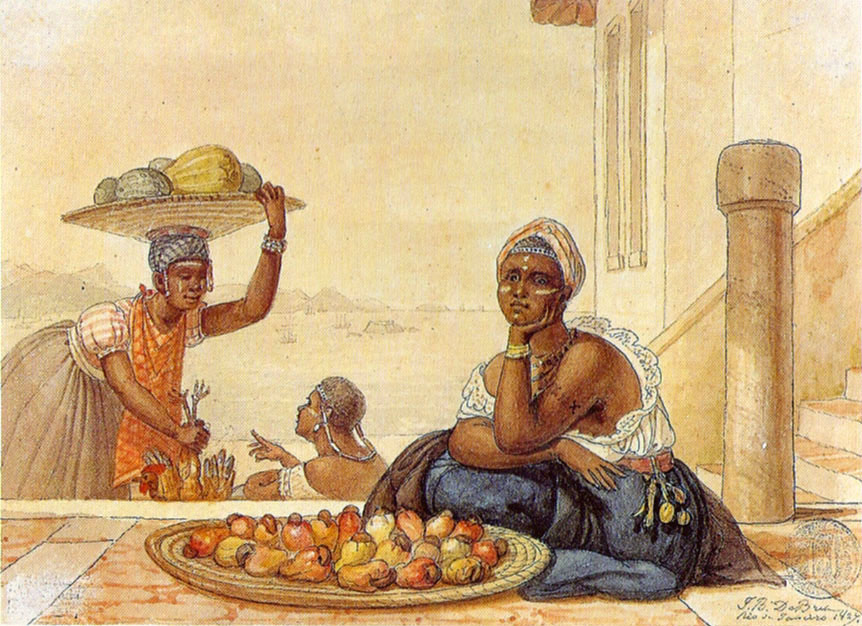
Jean-Baptiste Debret- "Negra tatuada vendendo cajus". Exemplificação de um "negro de ganho"

Havia três modos de obtenção da alforria: gratuitamente, mediante a serviços ou por meio de pagamentos.

### Gratuita
Por vezes, a alforria era concedida sem ensejar nada em troca do escravo. Dentre as diversas categorias de escravos existentes, os que mais obtinham vantagem diante deste modelo de alforria eram os escravos domésticos. Estes eram mais íntimos de seus senhores, trabalhavam junto a eles e, portanto, eram mais suscetíveis a serem agraciados por uma carta de alforria. Os africanos do eixo Congo-Angola eram os que mais aquinhoados a obter este tipo de alforria.
A maioria que recebia esse tipo de carta passava a trabalhar na casa do antigo dono, possuindo um salário e horários definidos de trabalho.

### Serviço
Diversos casos de alforrias concedidas pelos senhores exigiam, em troca, anos de serviço do escravo. Este só seria de fato libertado quando o serviço exigido fosse cumprido, havendo a possibilidade de se revogar a promessa. Era um tipo de alforria dominado pela categoria dos crioulos.

### Pagamento
Se demonstrou o caso mais incomum de alforria ao longo do século XIX. O escravo deveria pagar o próprio valor para ser libertado. Assim, os denominados "negros de ganho" - isto é, os escravos que exerciam sua ocupação fora de casa, por meio de vendas por exemplo - possuíam vantagens em relação aos demais escravos, por conta de uma maior capacidade de acumular pecúlio. Havia também os "escravos do eito", os quais trabalhavam para o próprio sustento. A produção, caso gerasse excedentes, poderia ser comercializada pelos escravos nos mercados, permitindo a eles acumular pecúlio para a compra da alforria. Por esta via, desnuda-se a relação senhor e escravo - de mando e obediência - para vendedor e comprador. O pagamento poderia ser único ou por meio da coartação - isto é, pago em prestações. Nessa categoria, os afro-ocidentais possuíam o maior número de manumissões.

## Economia e alforria
As taxas de manumissões variam de acordo com as Fases A (de crescimento econômico) e B (de recessão econômica).

### Fase A

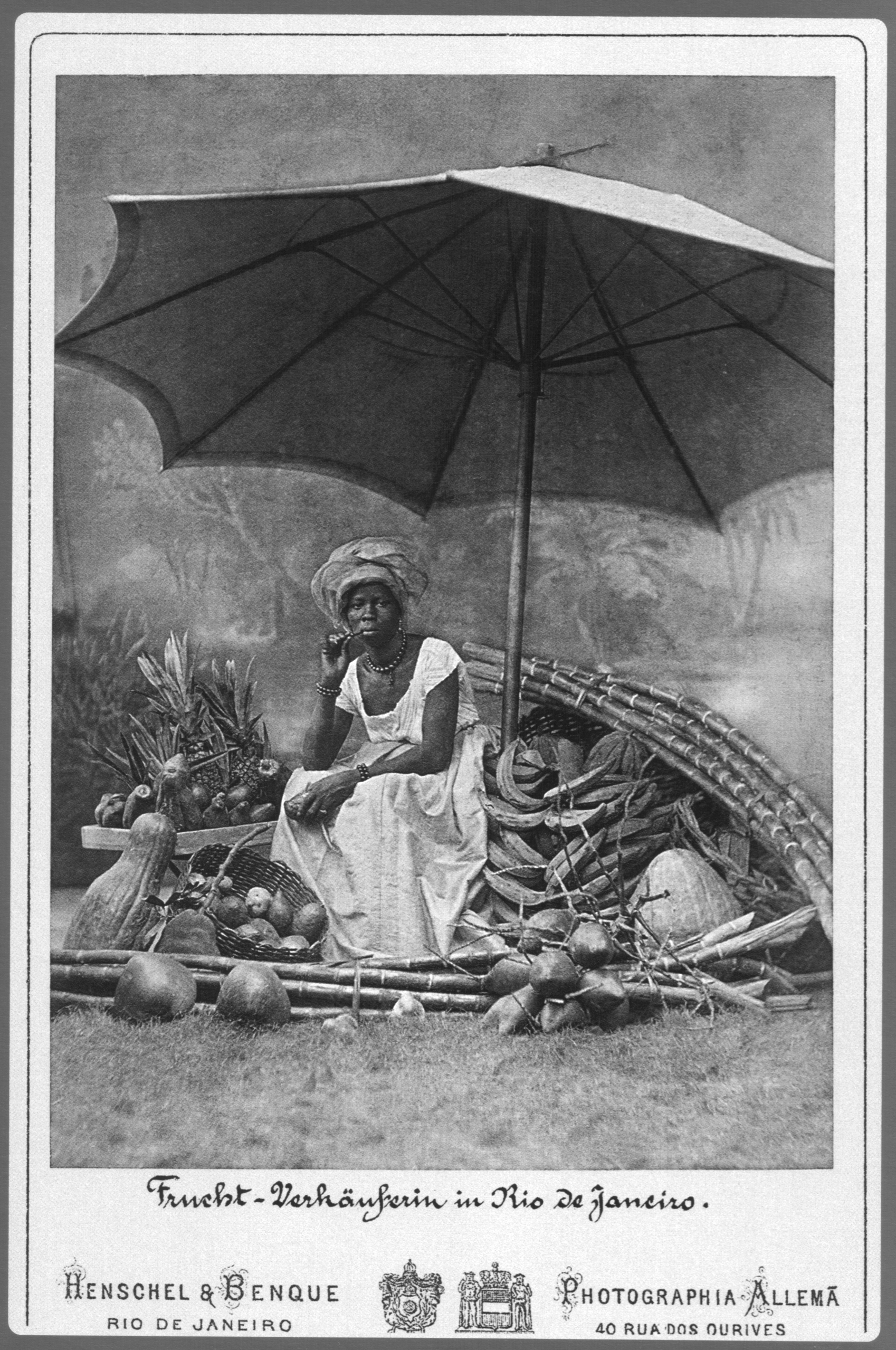
Alberto Henschel - Negra vendedora

Em períodos de crescimento econômico, a tendência é alforriar-se menos. Por conta do aumento da demanda por mão de obra, além da incorporação de mais escravos, se incorre a uma baliza na perda destes com menos libertações.

### Fase B
Em períodos de recessão econômica, há uma tendência para maiores taxas de alforrias, por dois motivos: evitar custos de manutenção de um escravo, ou reaver - em parte ou por completo - o preço dos cativos em um momento de menor demanda por mão de obra.

## Variáveis para as alforrias
A respeito das dissimilitudes entre as "pessoas livres de cor", há uma variedade de divisões a serem observadas. Estas formam variáveis para pensar nas categorias que possuíam vantagens diante das outras para a obtenção da alforria.

### Meio urbano e rural
Havia mais alforrias nas zonas urbanas do que nas rurais. Nas próprias zonas rurais, contudo, havia diferenças entre as regiões de grande lavoura e as de agricultura mais diversificada. As taxas de alforria eram menores quanto maior a quantidade de escravos.

### Cor
A cor podia ser parda ou negra, com diversas gradações intermediárias (fula, cabra, mulato etc.). Os pardos possuíam um número de alforrias francamente maior do que os negros. A lógica seria a de um maior nível de aculturação - isto é, maior capacidade de integração com a cultura predominante - dos pardos, resultando em vantagens para angariar sua alforria.

### Sexo
Entre homens e mulheres, se beneficiavam mais mulheres - possivelmente por um maior nível de aculturação.

### Naturalidade
O escravo podia ser Africano - com subdivisões étnicas como Congo, Angola, Mina, Monjolo etc. - ou Crioulo (isto é, nascido no Brasil). Os Crioulos, neste caso, são os que obtêm um maior número de alforrias. O argumento de um maior nível de aculturação aplica-se. Entre as décadas de 1840-60, contudo, o número de Africanos alforriados ultrapassa o nível de crioulos. O nível de aculturação, portanto, não serve de explicação única para o desempenho vantajoso de um grupo diante do outro. Essa quebra nos padrões de alforria deixam um debate historiográfico em aberto. Um caminho a seguir é mediante a formação de redes de solidariedade entre os escravos, ou deste com um benfeitor - às vezes até com o próprio senhor.

### Idade
Há uma divisão em 3 faixas etárias: Infante (0/14 anos); Adulto (15/40); Idoso (40+). Os adultos tendem a prevalecer com o maior número de alforrias. Todavia, nas décadas de 1840-60, as crianças obtêm mais manumissões - questão também aberta à historiografia.

## Metodologia
No que se refere à metodologia empregada para o trabalho com alforria, não é suficiente trabalhar somente a partir das variáveis apresentadas. As fontes e o contexto social antecedem o trabalho com as noções de idade, sexo, cor, naturalidade, meio, ocupação, e as demais variáveis.